# باسمك نحيا
باسمك نحيا هو برنامج تلفزيونى تم عرضه على قناة اقرأ الفضائية قام بتقديمه الدكتور عمرو خالد في شهر رمضان 2006 مفسرا فيه أسماء الله الحسنى، وكان يتحدث يوميا عن اسم جديد، بحيث يربط بين طاعة لله وبين التقدم والعيش حياة كريمة.
كما أن البرنامج يهدف إلى معرفة الله من خلال أسمائه بشكل يوصف بأنه مفهوم وجديد، يجمع مفهوم التنمية بالإيمان بحيث يتعلق الملايين بحب الله حبا يدفع إلى التنمية والإصلاح، ويعتبر هذا المفهوم جديدا إذ لم يتم تناوله من قبل. كما يتناول كل اسم من أربع جوانب (مع النفس، مع المجتمع، مع الكون والحياة والكائنات، مع الله) مشددا على ربط الاسم بإبداعات العلوم المختلفة وتقوية الشعور لدى الإنسان بالقوة والحماية [بحاجة لمصدر].

## الحلقات
1. المقدمة
2. إسم الله الفتاح
3. إسم الله الشكور
4. إسم الله التواب
5. إسم الله الرزاق جزء 1
6. إسم الله الرزاق جزء 2
7. إسم الله الرقيب
8. إسم الله الجبار
9. إسم الله الوكيل
10. إسم الله الخالق
11. إسم الله الرحيم
12. إسم الله العزيز
13. إسم الله الحميد
14. إسم الله الهادي
15. إسم الله القهار
16. إسم الله الودود
17. إسم الله الحق
18. إسم الله الغفور
19. إسم الله الولي
20. إسم الله الأحد
21. إسم الله الوهاب
22. إسم الله المجيب
23. إسم الله العفو
24. إسم الله الكريم
25. الحلقة الختامية

## وصلات خارجية
- تحميل الحلقات المرئية.